# Aktionsspektrum

Absorptionsspektra av fri klorofyll a (blå) och b (rött) i ett lösningsmedel. Aktionspektrat av klorofyllmolekyler är något modifierad in vivo beroende på specifika pigment-proteininteraktioner.

Aktionsspektrum eller verkansspektrum kallas ett diagram som visar hur effektivt en ljusberoende process (vanligen fotokemisk eller fotobiologisk) drivs av ljus med olika våglängd.
Ett aktionsspektrum kan bland annat användas för att, efter jämförelse med kända absorptionsspektra, identifiera den kemiska förening som absorberar det aktiva ljuset. 
Aktionsspektrum för människans skymningsseende, med maximum vid 503 nm, överensstämmer med absorptionsspektrum för synpurpur (rodopsin), och aktionsspektrum för en landväxts fotosyntes liknar absorptionsspektrum för klorofyll.
Uppmätning av aktionsspektrum för en viss utvecklingsprocesser hos växter ledde till upptäckten av fytokrom, ett inom växtriket allmänt förekommande ljuskänsligt protein med regleringsverkan.
Vissa reaktanter kan använda specifika våglängder av ljus mer effektivt för att slutföra sina reaktioner. Till exempel är klorofyll mycket effektivare på att använda de röda och blå spectrums av ljus för att genomföra fotosyntesen. Därför visar grafen för aktionsspektrum smala toppar för våglängder som representerar färgerna rött och blått.